# Mistrzostwa Świata w Biegach Przełajowych 2010
38. Mistrzostwa Świata w Biegach Przełajowych – zawody lekkoatletyczne, które odbyły się w niedzielę 28 marca 2010 roku w Bydgoszczy. Areną zmagań biegaczy był Leśny Park Kultury i Wypoczynku w Myślęcinku. IAAF organizatora mistrzostw wybrał 22 marca 2009 roku na posiedzeniu w Berlinie.
Na wstępnych listach startowych znalazło się 499 nazwisk z 56 krajów. Polska drugi raz w historii gościła imprezę tej rangi – poprzednio przełajowy czempionat odbył się w tym kraju w 1987. Pierwszy raz w historii zawodów wszystkie złote medale zdobyli przedstawiciele jednego kraju.

## Rezultaty

### Mężczyźni
|                                  | 1. miejsce                                                                                   | Rezultat | 2. miejsce                                                                      | Rezultat | 3. miejsce                                                                            | Rezultat |
| Seniorzy – 12 km (szczegóły)     | Joseph Ebuya                                                                                 | 33:00    | Teklemariam Medhin                                                              | 33:06    | Moses Kipsiro                                                                         | 33:10    |
| Seniorzy – Drużynowo (szczegóły) | Kenia · Joseph Ebuya · Leonard Komon · Richard Mateelong · Paul Kipngetich Tanui             | 20 pkt   | Erytrea · Teklemariam Medhin · Samuel Tsegay · Kidane Tadasse · Kiflom Sium     | 46 pkt   | Etiopia · Gebre-egziabher Gebremariam · Abera Kuma · Hunegnaw Mesfin · Azmeraw Bekele | 69 pkt   |
| Juniorzy – 8 km (szczegóły)      | Caleb Ndiku                                                                                  | 22:07    | Clement Kiprono Langat                                                          | 22:09    | Japhet Kipyegon Korir                                                                 | 22:12    |
| Juniorzy – Drużynowo (szczegóły) | Kenia · Caleb Ndiku · Clement Kiprono Langat · Japhet Kipyegon Korir · Isiah Kiplangat Koech | 10 pkt   | Etiopia · Debebe Woldsenbet · Gashaw Biftu · Gebretsadik Abraha · Belete Assefa | 32 pkt   | Uganda · Moses Kibet · Timothy Toroitich · Thomas Ayeko · Alex Cherop                 | 56 pkt   |

### Kobiety
|                                  | 1. miejsce                                                                                       | Rezultat | 2. miejsce                                                                 | Rezultat | 3. miejsce                                                                                 | Rezultat |
| Seniorki – 8 km (szczegóły)      | Emily Chebet                                                                                     | 24:19    | Linet Masai                                                                | 24:20    | Meselech Melkamu                                                                           | 24:26    |
| Seniorki – Drużynowo (szczegóły) | Kenia · Emily Chebet · Linet Masai · Lineth Chepkurui · Margaret Wangari Muriuki                 | 14 pkt   | Etiopia · Meselech Melkamu · Tirunesh Dibaba · Feyse Tadese · Mamitu Daska | 22 pkt   | Stany Zjednoczone · Shalane Flanagan · Molly Huddle · Magdalena Lewy Boulet · Amy Hastings | 76 pkt   |
| Juniorki – 6 km (szczegóły)      | Mercy Cherono                                                                                    | 18:47    | Purity Cherotich Rionoripo                                                 | 18:54    | Esther Chemtai                                                                             | 18:55    |
| Juniorki – Drużynowo (szczegóły) | Kenia · Mercy Cherono · Purity Cherotich Rionoripo · Esther Chemtai · Faith Chepngetich Kipyegon | 10 pkt   | Etiopia · Genet Yalew · Emebet Anteneh · Afera Godfay · Genzebe Dibaba     | 30 pkt   | Uganda · Annet Negesa · Rebecca Cheptegei · Viola Chemos · Linet Chebet                    | 81 pkt   |

## Klasyfikacja medalowa
| Miejsce | Kraj              | Złoto | Srebro | Brąz | Razem |
| 1.      | Kenia             | 8     | 3      | 2    | 13    |
| 2.      | Etiopia           | 0     | 3      | 2    | 5     |
| 3.      | Erytrea           | 0     | 2      | 0    | 2     |
| 4.      | Uganda            | 0     | 0      | 3    | 3     |
| 5.      | Stany Zjednoczone | 0     | 0      | 1    | 1     |